# Palazzo dei Congressi (Riccione)
Der Palazzo dei Congressi oder Palariccione ist ein moderner Palast in Riccione in der italienischen Region Emilia-Romagna. Der Palast liegt in der Viale Virgilio.

## Geschichte und Beschreibung
Die Arbeiten an dem Palast, die 1999 begonnen wurden, wurden am 24. Mai 2008 mit seiner Einweihung abgeschlossen. Die Planer des Gebäudes waren die Architekten Alessandro Anselmi, Carlo und Piero Gandolfi, sowie das Studio Passarelli. Der Palast ist ein modernes Gebäude, das vollständig aus Stahl und Glas erbaut wurde. Die Außenwände sind mit schallschluckendem Material verkleidet.
Der Palazzo dei Congressi ist mit zwei unterirdischen Geschossen, die als Parkdecks genutzt werden, und mit einem Handelsbereich im Erdgeschoss, der nicht für Kongresse genutzt wird, versehen. Im ersten Obergeschoss gibt es einen breiten Eingangsbereich mit Empfangsdiensten, Bar, Rezeption, Internetpunkt, WC-Anlage, Erholungsbereich und Informationsschalter. Im zweiten Obergeschoss sind sechs digitale Kinosäle untergebracht. Fünf Kongresssäle teilen sich das dritte und vierte Obergeschoss; sie bieten Platz für insgesamt 2500 Personen. Die Säle sind nach den bekanntesten Frauen der Familie Malatesta benannt. Der größte der Kongresssäle heißt „Concordia“ und hat 1400 Sitzplätze sowie eine Fläche von 1800 m². Gekennzeichnet ist dieser Saal durch ein von Poltrona Frau patentiertes System versenkbarer Sessel, das diese in weniger als fünf Minuten durch einen elektromotorisch angetriebenen Mechanismus im Boden verschwinden lässt, sodass sich ein großer, vielseitig nutzbarer Raum ergibt. Alle Säle sind in kleinere Räume teilbar, die bis zu 40 Personen per Raum aufnehmen können. Das fünfte Obergeschoss namens „Riccione City Eye“ besteht aus einer Panoramafläche, die von Glaswänden umgeben ist und für Arbeitsessen, Abendessen und Happenings genutzt wird.
Die Verwaltung des Palariccione liegt in den Händen der New Palariccione Srl., einer öffentlich-privaten Gesellschaft, deren Zweck die Entwicklung von Kongressveranstaltungen ist, und zwar durch das Angebot dessen, was man das „System Riccione“ nennen könnte und das alles, was diese Gegend zu bieten hat, den Kongressteilnehmern und ihrer Veranstaltung zur Verfügung stellt.